# AFI 100 Lat Musicali

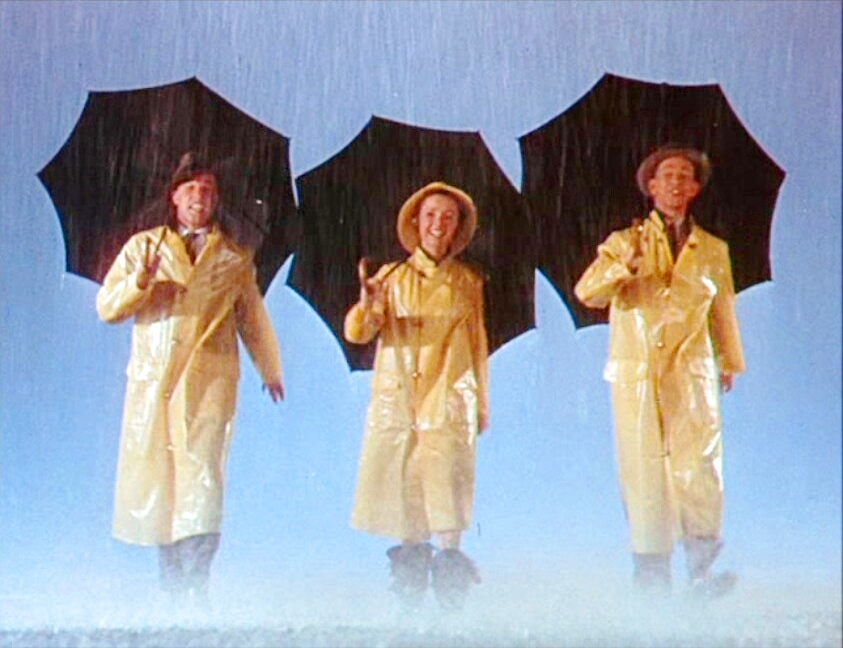
Gene Kelly, Debbie Reynolds i Donald O’Connor w zwiastunie filmu Deszczowa piosenka

AFI’s 100 Years of Musicals – lista musicali filmowych amerykańskiej kinematografii. Została ogłoszona przez Amerykański Instytut Filmowy w Hollywood Bowl 3 września 2006. W przeciwieństwie do poprzednich tego typu rankingów zawiera ona tylko 25 tytułów, a jej ogłoszenie nie było transmitowane przez telewizję. Nominowanych było 180 filmów, spośród których 500 filmowców, kompozytorów, krytyków i historyków w głosowaniu wybrało najlepsze. Pod uwagę brane były takie kryteria, jak dziejowe znaczenie tych dzieł i ich wpływ na gatunek.
| Pozycja | Tytuł Filmu                           | Rok  |
| ------- | ------------------------------------- | ---- |
| 1.      | Deszczowa piosenka                    | 1952 |
| 2.      | West Side Story                       | 1961 |
| 3.      | Czarnoksiężnik z Oz                   | 1939 |
| 4.      | Dźwięki muzyki                        | 1965 |
| 5.      | Kabaret                               | 1972 |
| 6.      | Mary Poppins                          | 1964 |
| 7.      | Narodziny gwiazdy                     | 1954 |
| 8.      | My Fair Lady                          | 1964 |
| 9.      | Amerykanin w Paryżu                   | 1951 |
| 10.     | Spotkamy się w St. Louis              | 1944 |
| 11.     | Król i ja                             | 1956 |
| 12.     | Chicago                               | 2002 |
| 13.     | Ulica szaleństw                       | 1933 |
| 14.     | Cały ten zgiełk                       | 1979 |
| 15.     | Panowie w cylindrach                  | 1935 |
| 16.     | Zabawna dziewczyna                    | 1968 |
| 17.     | Wszyscy na scenę                      | 1953 |
| 18.     | Yankee Doodle Dandy                   | 1942 |
| 19.     | Na przepustce                         | 1949 |
| 20.     | Grease                                | 1978 |
| 21.     | Siedem narzeczonych dla siedmiu braci | 1954 |
| 22.     | Piękna i Bestia                       | 1991 |
| 23.     | Faceci i laleczki                     | 1955 |
| 24.     | Statek komediantów                    | 1936 |
| 25.     | Moulin Rouge!                         | 2001 |